# Corpo Truppe Volontarie

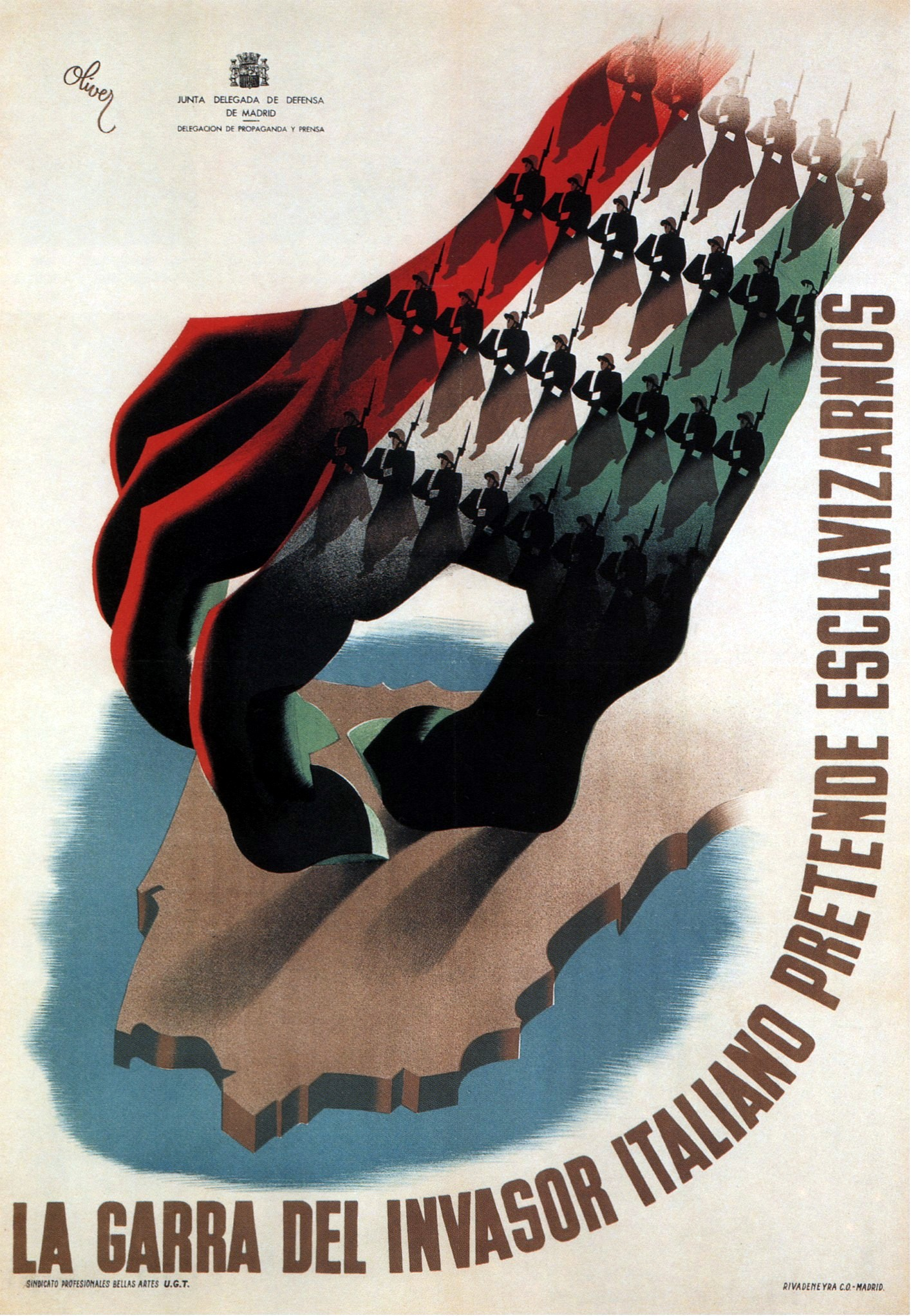
Republikański plakat przeciwko włoskiej inwazji

Corpo Truppe Volontarie, CTV – włoski wojskowy korpus ekspedycyjny walczący w latach 1936–1939 w wojnie domowej w Hiszpanii po stronie wojsk gen. Francisco Franco.

## Geneza
Po wybuchu wojny domowej w Hiszpanii w poł. lipca 1936 r. pomiędzy frankistami i republikanami, siły nacjonalistyczne zdołały jedynie opanować całe terytorium Maroka Hiszpańskiego i Wyspy Kanaryjskie. W samej Hiszpanii nieduże oddziały nacjonalistów i Guardia Civil były zaangażowane w ciągłe starcia z oddziałami pro-rządowych milicji i jednostkami armii, które pozostałe wierne legalnemu rządowi Frontu Ludowego. Ponadto większość sił lotniczych i morskich opowiedziała się za rządem. Przywódcy rebelii zaczęli obawiać się, że powstanie może upaść. W tej sytuacji wysłali emisariuszy do Berlina i Rzymu z prośbą o pomoc. Obaj dyktatorzy Adolf Hitler i Benito Mussolini odpowiedzieli pozytywnie. Dzięki niemieckim i włoskim samolotom transportowym wojska nacjonalistyczne zostały szybko przerzucone z Maroka Hiszpańskiego do Hiszpanii, co pozwoliło uratować i znacznie wesprzeć siły powstańcze na półwyspie. Włosi zaczęli też przysyłać drogą morską poprzez porty portugalskie duże ilości uzbrojenia, materiałów wojennych i innych środków. Włoskie okręty podwodne zatapiały hiszpańskie, sowieckie i inne statki transportujące z kolei towary dla strony republikańskiej. Jednakże Liga Narodów we wrześniu 1937 r. uznała to za akty piractwa, w związku z czym atakom zaczęły przeciwdziałać okręty francuskie i brytyjskie.

## Działania wojenne
Decyzję o wysłaniu włoskiego korpusu ekspedycyjnego nazwanego Corpo Truppe Volontarie Benito Mussolini podjął w poł. grudnia 1936 r., po załamaniu się ofensywy wojsk frankistowskich na Madryt. Duży wpływ na nią mieli minister spraw zagranicznych Galeazzo Ciano i gen. Mario Roatta, który został pierwszym dowódcą CTV. Jego zastępcą mianowano gen. Luigiego Frusciego. 23 grudnia w porcie w Kadyksie wylądowało pierwszych ok. 3 tys. włoskich żołnierzy. W styczniu 1937 r. dołączyło do nich kolejne 44 tys. żołnierzy z regularnej armii włoskiej i faszystowskich formacji Czarnych Koszul. Te ostatnie składały się z żołnierzy i członków Narodowej Partii Faszystowskiej i były tylko częściowo zmotoryzowane. Włosi wchodzili w skład następujących jednostek wojskowych:
- 4 Dywizji Lekkiej Piechoty „Littorio” (całkowicie zmotoryzowanej) – d-ca gen. Gervasio Bitossi,
- 1 Dywizji Piechoty Czarnych Koszul „Dio lo Vuole”,
- 2 Dywizji Piechoty Czarnych Koszul „Fiamme Nere”,
- 3 Dywizji Piechoty Czarnych Koszul „Penne Nere”,
- samodzielnej XXIII Grupy „de Marzo” Czarnych Koszul.

W skład CTV wchodziły ponadto grupa czołgów i samochodów pancernych (tankietki L3/35) dowodzona przez mjr. Lohengrina Girauda, grupa artylerii (dziesięć pułków artylerii polowej) i cztery baterie artylerii przeciwlotniczej.
Już 3-8 lutego 1937 r. 1 Dywizja Piechoty Czarnych Koszul „Dio lo Vuole” wzięła udział wespół z hiszpańskimi wojskami nacjonalistycznymi w udanym ataku na Málagę. Poległo ponad 70 Włochów, a ok. 220 zostało rannych. W marcu liczebność CTV wzrosła do ponad 50 tys. ludzi. Na początku tego miesiąca Benito Mussolini zdecydował, że włoski korpus ekspedycyjny powinien wziąć udział w ofensywie frankistów na Madryt. W rezultacie doszło do wygranej przez stronę republikańską bitwy pod Guadalajarą. Włosi ponieśli duże straty. Ich tankietki okazały się znacznie gorsze od sowieckich czołgów używanych przez republikanów. W odpowiedzi republikanie przeprowadzili kontrofensywę, w wyniku której trzy włoskie dywizje Czarnych Koszul poniosły kolejne ciężkie straty.
W rezultacie zostały one przeorganizowane w dwie dywizje oraz specjalną grupę broni pancernej i artylerii. Jedynie 4 Dywizja Lekkiej Piechoty „Littorio” wyszła z ciężkich walk bez większego uszczerbku. W kwietniu 3 Dywizja Piechoty Czarnych Koszul „Penne Nere” została rozformowana, a jej resztki włączone w skład 2 Dywizji Piechoty Czarnych Koszul „Fiamme Nere”. Część włoskiego personelu technicznego i specjalistycznego została przesunięta do jednostek hiszpańskich, tworząc mieszane oddziały zwane Flechas. Pierwszymi takimi jednostkami były Mieszana Brygada „Flechas Azules” i Mieszana Brygada „Flechas Negras”. Walczyły one od kwietnia do sierpnia w rejonie Extremadury i Bizkai. W sierpniu na czele CTV stanął gen. Ettore Bastico. Samodzielna XXIII Grupa „de Marzo” Czarnych Koszul została przekształcona w Dywizję XXIII „di Marzo” Czarnych Koszul. Włosi przełamali republikańskie pozycje obronne koło Soncillo, zajmując Puerto del Escudo i – po bitwie pod Santander – głęboko wchodząc w linie republikańskie. 24 sierpnia dowódcy CTV poddała się w Guriezo w prowincji Kantabria większość sił Armii Baskijskiej. We wrześniu CTV został przeniesiony na północ na front aragoński. Po walkach w Aragonii 1 i 2 Dywizje Piechoty Czarnych Koszul zostały w październiku połączone z Dywizją XXIII di Marzo Czarnych Koszul w jedną jednostkę Dywizję XXIII Czarnych Koszul „Llamas Negras”. W marcu 1938 r. kolejnym dowódcą CTV został gen. Mario Berti. Mieszana Brygada „Flechas Negras” została rozwinięta do stanu dywizji. W listopadzie tego roku mieszane brygady włosko-hiszpańskie wraz z resztą sił CTV pod dowództwem gen. Gastone Gambary uczestniczyły w ostatniej zwycięskiej ofensywie w Katalonii.

## Podsumowanie
Po zakończeniu działań wojennych w lutym 1939 roku korpus ekspedycyjny CTV powrócił do Włoch. Udział w walkach po stronie gen. Franco  Włosi okupili jednak wysokimi stratami w ludziach i sprzęcie wojskowym: około 3-3,8 tys. zabitych, 10 tys. zostało rannych, stracono ok. 3,4 tys. karabinów maszynowych, ok. 1,4 tys. moździerzy, ok. 1,8 tys. dział, 160 czołgów, 760 samolotów i ok. 6,8 tys. pojazdów różnego typu. Fundusze wydane na wysłanie i działania korpusu ekspedycyjnego CTV znacznie obciążyły włoski budżet.